# Bryan Steel
Bryan Steel (Nottingham, 5 gennaio 1969) è un ex pistard britannico.

## Palmarès

### Pista
- 1994

Campionati britannici, Americana (con Robert Hayles)
- 1996

Campionati britannici, Americana (con Simon Lillistone)
- 1997

Coppa del mondo, Inseguimento a squadre (Atene, con Jonathan Clay, Matthew Illingworth e Phillip West)
- 2004

Coppa del mondo, Inseguimento a squadre (Manchester, con Robert Hayles, Paul Manning e Chris Newton)
Coppa del mondo, Inseguimento a squadre (Sidney, con Robert Hayles, Paul Manning e Russell Downing)

### Strada

#### Altri successi
- 1996

2ª tappa Tour de Langkawi (Langkawi, cronosquadre)

## Piazzamenti
- Campionati mondiali

Anversa 2001 - Inseguimento a squadre: 2°
Ballerup 2002 - Inseguimento a squadre: 3°
Stoccarda 2003 - Inseguimento a squadre: 2°
Melbourne 2004 - Inseguimento a squadre: 2°
- Giochi olimpici

Sidney - Inseguimento a squadre: 3°